# ホリデイ・イン・ザ・サン
『ホリデイ・イン・ザ・サン』（原題：Holiday in the Sun）は、2001年11月20日にリリースされたアメリカ合衆国のビデオ映画である。日本では公開されていない。ミーガン・フォックスのデビュー作として知られている。

## 概要
当時『ふたりはお年ごろ』に出演していたオルセン姉妹の主演作である。また、同作で共演したビリー・アーロン・ブラウンとベン・イースターも本作に出演している。
また、本作はミーガン・フォックスの他に女性グループ「Play」の初出演作品でもある。作中でデビュー曲「Us Against the World」を披露している。
撮影はバハマのアトランティス・パラダイス・アイランドで行われた。

## キャスト
- マディソン：メアリー=ケイト・オルセン
- アレックス：アシュレー・オルセン
- グリフェン：オースティン・ニコルズ
- キーガン：アシュレー・ヒューズ
- ジョーダン：ベン・イースター
- スコット：ビリー・アーロン・ブラウン
- ブリアナ・ウォレス：ミーガン・フォックス
- ジル：ウェンディ・シャール